# Christian Wijnants
Christian Wijnants (1977) is een Belgische modeontwerper met een voorliefde voor breigoed.

## Biografie
Christian Wijnants groeide op in Brussel en studeerde er Latijn en wiskunde. Als voorbereiding op de Antwerpse Modeacademie volgde hij eerst een zevende jaar kunsthumaniora waar hij leerde tekenen. 
Hij deed ervaring op bij Dries Van Noten en Angelo Tarlazzi en begon in 2003 een eigen dameslijn. 
In 2005 werd hij docent tricot aan de Modeacademie van Antwerpen waar hij tot 2011 zijn liefde voor breisels doorgaf aan de studenten.
De ontwerper verkiest gebruik te maken van ambachtelijke technieken en bijzondere prints om tot een unieke creatie te komen. Hij houdt van vloeiende lijnen en nieuwe silhouetten ontstaan vaak vanuit moulages.

## Erkentelijkheden en prijzen
Zijn afstudeercollectie won in 2000 de speciale prijs Christine Mathijs en een jaar later haalde hij de Grand Prix op het Festival de la Jeune Création in Hyères binnen.
In 2005 won hij de Swiss Textiles Award.
In 2012 won hij met zijn breiwerk de European Woolmark Prize won en in 2013 volgde de International Woolmark Prize. De jury bestond onder meer uit Donatella Versace en Diane von Fürstenberg. Als concept voor de collectie vertrok Wijnants vanuit één witte wollen draad en alle silhouetten werden met de hand gemaakt. Voor de kleuren, die hij inspireerde op kristallen en mineralen, maakte hij gebruik van de tie-dye techniek.

## Inspiratie collecties
(L/Z = lente/zomer, H/W = herfst/winter)
- A/W 2003-2004: schilderijen van de Vlaamse kunstenaar Breughel en middeleeuwse kleding[6]
- L/Z 2004: vrouwelijke iconen uit de jaren zestig en zeventig zoals Romy Schneider en Brigitte Bardot[7]
- L/Z 2005: dadaïsme en de film L'Ete Meurtrier[8]
- L/Z 2006: Afrikaans geïnspireerde bloemensjaals
- H/W 2006: middeleeuwse capes en korsetten geïnspireerd op het liefdesverhaal van Tristan en Isolde
- L/Z 2007: Cambodjaans geïnspireerd met oversized broeken die los worden samengeknoopt en shorts en tunieken geborduurd met tempels. Het kleurenpalet bestond uit zandachtige grijstinten en tabaksbruin[9]
- L/Z 2009: Centraal-Afrika met bewerkte landschapsfoto's en camouflagedetails[10]
- H/W 2009-2010: de poëzie en de subtiele kleuren uit de schilderijen van Marlene Dumas, sfeerschepping aan de hand van een foto van Camille Vivier, de natuur in de vorm van slangenhuid en schaapsvacht[11]
- H/W 2010-2011: de natuur, het boek Love Generation[12]
- L/Z 2011: de Congolese onafhankelijkheid, de Antwerpse schilder Piet Raemdonck[1]
- H/W 2011-2012: prints geïnspireerd op Gerhard Richters Overpainted Photographs en de Nigeriaanse schilder Wangechi Mutu[13]
- L/Z 2012: de reeks architecturale foto's 'Summer houses' van de Zweedse artiest Mikael Olsson vertaalde Wijnants in fluïde silhouetten met grafische en dierlijke prints in zachte tinten zoals vanille, beige en smaragdgroen[14]